# Live Cinema

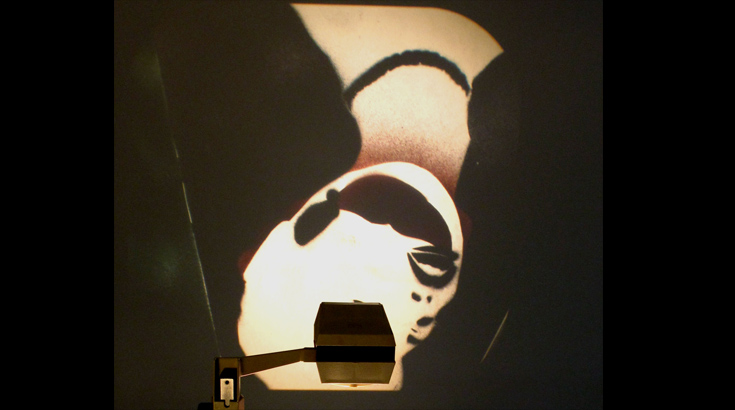
Live Cinema performance

El concepte de Live Cinema és una experiència audiovisual immersiva que combina la projecció en directe de pel·lícules amb la música, el so i altres elements artístics en temps real. Aquesta pràctica es caracteritza per la seva capacitat d'unir disciplines com el cinema, la música en directe, el teatre i l'art digital per crear un espectacle singular. A diferència de les projeccions tradicionals de cinema, el Live Cinema destaca pel component d'improvisació i la interacció dinàmica entre els creadors i el públic. Aquest fenomen ha arrelat especialment en festivals i espais culturals experimentals.
El Live Cinema es pot entendre com un espectacle de projeccions en el qual es realitza un muntatge de material cinematogràfic en directe. Aquest format combina la creació d'imatges i sons en temps real, generant una experiència dinàmica i immersiva per a l'espectador. El terme sembla referir-se a una manera de realitzar la projecció cinematogràfica, introduint canvis en la linealitat tradicional del muntatge i obrint espais per a la incertesa i una narrativa oberta, amb múltiples possibles direccions. El terme tracta de separar i defensar un ús apropiat del terme, un ús que, sí que té relació amb la problemàtica i qüestionament del llenguatge cinematogràfic i les seves alternatives.

## Definició
El terme Live Cinema es defineix com la creació simultània d'àudio i imatge en moviment a temps real, realitzada per artistes que treballen conjuntament en un diàleg equilibrat entre diverses formes. En aquest procés, cap element predomina sobre l'altre, donant lloc a conceptes que superen la creació audiovisual comercial o la cinematografia clàssica, alhora que desenvolupen una visió pròpia de la narrativa i la representació en l'espai. Així, cada peça de cinema en viu presenta una estructura única, amb una escenografia específica, requisits tècnics i una durada determinada.

## Orígens
El concepte de Live Cinema es pot entendre, en termes generals, com un desenvolupament i una història que avancen paral·lelament. Està format pel terme Live, que significa "en viu", i Cinema. L'ús d'aquest terme reflecteix la intenció de crear històries que captin l'atenció de l'espectador, amb una narració capaç de mantenir el seu interès per allò que succeeix a la pantalla. Així, el contingut no pot ser només estètic o decoratiu.
El terme “cinema” pot ser confús, ja que la diferència entre el cinema tradicional i el Live Cinema radica en el context i en les seves característiques específiques. El Live Cinema no es considera cinema clàssic, perquè no narra històries de manera lineal. La situació en viu imposa les seves pròpies necessitats i reclama independència de la linealitat del cinema. Pel que fa a l'ús que fa el Live Cinema de la paraula “cinema”, es refereix al significat original d'aquesta, que tenia com a finalitat entretenir i experimentar amb les formes.
La raó d'existir del Live Cinema és proporcionar experiències noves per a la narració cinematogràfica i el seu format tradicional, fent-ho a temps real i per a espectadors de diversos contextos, des de llocs públics fins a Internet. La força del Live Cinema com a moviment es troba en la quantitat de descobriments que genera dins del llenguatge audiovisual.
Els aspectes específics del Live Cinema inclouen les projeccions i l'espai, fet que implica també la mitja-arquitectura, ja que la interacció amb ella i les construccions és un dels majors interessos per als artistes contemporanis. Un exemple d'aquesta relació entre la creació i la superfície sobre la qual es projecta és el treball de l'artista Klaus Obermeier, qui col·labora amb obres de dansa, utilitzant els cossos dels ballarins com a suport per a les seves projeccions.

## Història i autors destacats
Un nombre creixent d'artistes i teòrics s'han interessat per les pràctiques de cinema en temps real, escrivint articles i tesis sobre diferents conceptes relacionats.
Els pioners de l'animació experimental, com Oskar Fischinger i Len Lye, es van dedicar a allò que es coneix com a música visual. Abans d'aquests, Kandinsky ja va establir les bases d'aquest concepte, buscant un sistema universal entre el color i el so, una recerca que influiria en la forma que més tard adoptaria el Live Cinema.

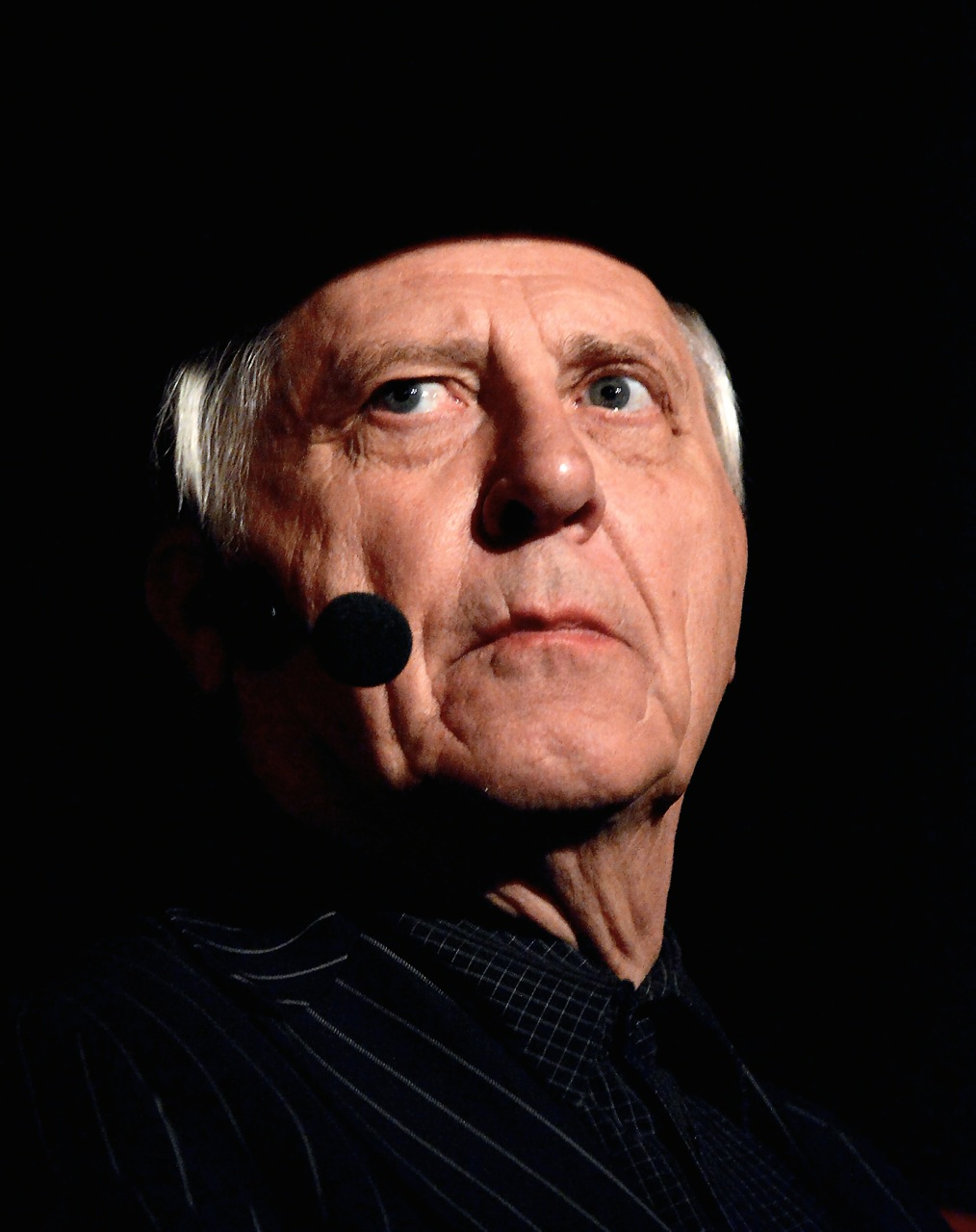
Peter Greenaway 2013

Alguns artistes que s'han dedicat a la creació audiovisual en directe inclouen el britànic Christopher Thomas Allen, que utilitza el text, el vídeo i la música per a crear una nova manera de narrar i comunicar. La seva obra més destacada és Super Everything, una creació composta per tres moviments i nou escenes, que explora el ritualisme i la identitat a través dels paisatges de Malàsia. A més va fundar el col·lectiu The Light Surgeons que combinen diferents camins narratius a través d'un acostament al cinema documental, valent-se de música electrònica o animacions.
Una de les pioneres d'aquest gènere és l'artista audiovisual Mia Makela, professora, investigadora i activista cultural finlandesa. La seva trilogia artística Kaamos ens convida a fer un viatge a la seva terra natal, mitjançant enregistraments de llocs geogràfics que ens condueixen a seguir la història d'una dona que corre per la natura, fusionant-se amb ella. És una creació intuïtiva i plena de llibertat, que combina seqüències a temps real mentre interactua amb la música.
Un altre artista pioner és Peter Greenaway, qui, després dels seus experiments amb les possibilitats del vídeo com a nou mitjà, es va embarcar en el projecte Tulse Luper, avançant en la proposta de nova narració i definició dels mecanismes narratius audiovisuals. A través d'aquest projecte, va anticipar fins i tot el concepte d'interfície concreta per a la interpretació en directe. Greenaway és un dels pocs directors de cinema que executa els seus projectes com una performance audiovisual en temps real. Amb el seu Tulse Luper VJ Tour, Greenaway ens mostra un exemple de com integrar el Live Cinema dins d'una actuació artística, combinant la música en directe de DJ Radar amb l'execució a temps real de les seves imatges.
El missatge d'alguns d'aquests artistes reflecteix el món contemporani, marcat per un desequilibri amb la natura, els drets socials i els problemes polítics i socials. Així, mostren el treball dels éssers humans i la realitat actual, la producció industrial i el consum irracional, tot proposant una reflexió sobre la vida contemporània.

## Mode de Narració del Live Cinema
El Live Cinema introdueix diverses formes de narratives, creades a partir d'associacions no causals i no premeditades. Com la ambient music, es materialitza com a narració de fons, una quantitat de plans, imatges i seqüències successives, trames que es desemboliquen i històries en l'espai. Com la no-música, es presenta una no-narrativa que, tot i això, proposa i crea històries, establint relacions entre elements mitjançant associacions i connexions temporals.
L'esquema discursiu clàssic, format per inici, nus i desenllaç, desapareix davant desenvolupaments dramàtics que no segueixen una estructura argumental convencional. Recuperem el temps real plantejat per Dogma i el Cinema Verité, que es concentren en l'espai atemporal dels somnis. El realisme objectiu, el realisme cru del Pop i la narrativa documental es fusionen i es transformen en un llenguatge oníric, creant un sistema no lineal que evoca el reordenament de dades en el cervell durant el somni.
En directe es presenten accions d'apropiació i reciclatge, adaptació de contingut, el qual es modifica i s'omple de nous significats, mentre que el material conegut i recognoscible adquireix associacions i connexions a través dels diversos plans amb què entra en contacte.
En el Live Cinema, el ritme i la velocitat es veuen alterats, ja que les accions es fragmenten i els gestos es despleguen o es contrauen. El temps es torna flexible i granular, i la variació respecte al temps original aporta un nou nivell semàntic.
Així doncs, l'artista audiovisual tendeix a crear el seu propi "artefacte" per actuar en directe, organitzant decisions, gestos i recursos expressius que conformen les peces que poden sorgir. La peça existeix com una unitat potencial que es manifesta de manera diferent en cada situació. Aquesta forma de narrar es pot entendre com una deriva narrativa, un viatge per llocs poc coneguts on hi ha elements que sorprenen l'espectador, referències i vincles inesperats que construeixen un flux que consolida una història no planificada.

## Altres Narratives
L'escriptura del Live Cinema ha experimentat diferents maneres de narrar, com les novel·les no lineals, salts d'eixos i històries paral·leles. S'ha demostrat que el *Live Cinema* pot unir i enllaçar qualsevol pla que generi un significat causal en l'espectador. El muntatge directe, mitjançant talls successius de plans, és sempre un generador de significats. No obstant això, es necessiten altres objectius més complexos per enriquir la narrativa del Live Cinema. Podem imaginar altres formes de narrativa, com les no lineals, associatives, per superposició i acumulació.

## Elements Bàsics del Live Cinema

### L'espai
L'espai de les performances de Live Cinema és compartit tant pels cossos humans com per les seves eines, les projeccions i el públic. Per tant, l'espai es converteix en un concepte adaptable i actiu, diferent del del cinema, on l'espectador només observa la pel·lícula sense cap pertorbació externa. En una performance de Live Cinema, els espectadors poden estar asseguts, caminar al voltant de la interpretació, ballar o fins i tot participar-hi directament.

### El temps
El temps que conforma les performances de Live Cinema és el de la improvisació. El caràcter en viu permet que sigui un recurs essencial. La comunicació que es produeix en el moment de compondre una performance revela que els artistes visuals en viu solen fer que les imatges reaccionin al ritme de la música. En el Live Cinema existeixen diferents graus de temps real; les imatges visuals poden ser generades en temps real. Així, les imatges creades per una càmera en directe poden ser modificades utilitzant efectes de vídeo en temps real, sempre que la producció, el processament i la sortida es produeixin de manera simultània.

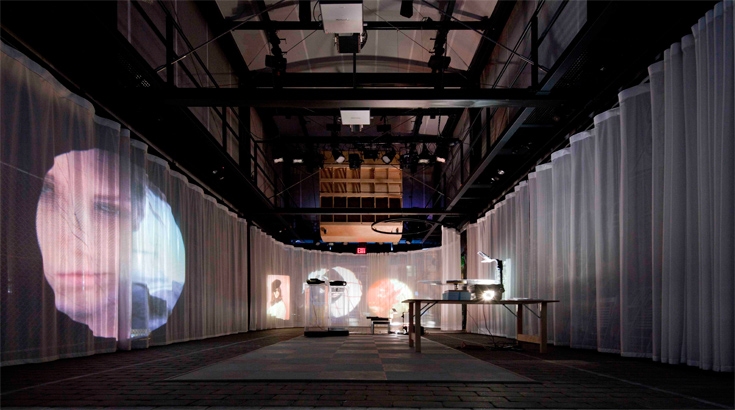
Live Cinema Performance en el BMW Guggenheim Lab amb Cheryl Kaplan

### La performance
En el Live Cinema, la performance és una mostra escènica que sovint inclou un important factor d'improvisació, i també es coneix com a Art en Viu. S'estableixen accions que involucren un individu o un grup, en un lloc concret i durant un temps determinat.
En la majoria de les performances, es realitzen amb portàtils, i el públic observa a l'artista, sigui dempeus o assegut darrere de la seva computadora, mirant atentament el monitor. L'artista, que realitza l'art viu amb una computadora, pot generar una experiència que deixa en dubte a l'espectador sobre què ha estat creat digitalment i què no.
El Live Cinema, com altres formes d'art, requereix desfer-se dels prejudicis sobre el que significa el cinema i recuperar el seu significat originari com a imatge en moviment, destinada a entretenir, inquietar o traslladar-nos a un altre espai i temps. Així, cada treball manifesta significats diferents a través del llenguatge narratiu i reflexiona sobre el món actual.

## Vídeo Joqueying vs. Live Cinema
El terme Vídeo-Joquei es va utilitzar inicialment per descriure les persones que presentaven videoclips a MTV. Amb el temps, aquest terme va evolucionar per incloure aquells artistes de videoperformance que creen visuals en viu per a tota mena de música.
Les obres que descriuen el Live Cinema són essencialment artístiques, a diferència dels VJ, que imiten al DJ però amb imatges. Això no vol dir que els VJ no tinguin la capacitat de produir els seus propis materials; al contrari, ells incorporen imatges preexistents amb material propi. L'acte de barrejar, remesclar i seleccionar és el que constitueix l'obra d'un VJ. Els artistes senten la necessitat de distanciar-se de les escenes de música i ball, buscant un espai on el seu treball sigui valorat i reconegut com una proposta amb sentit i entitat pròpia, i no com un simple acompanyament a la sessió del DJ.
El Live Cinema suggereix ser més personal i artístic que el treball dels VJs. Les obres de Live Cinema acostumen a aparèixer en museus, cinemes o festivals audiovisuals, dirigides a una audiència més propera a la del cinema. La varietat d'estils dins del Live Cinema és enorme, i a més del contingut real, que és el material visual, hi ha una gran diversitat d'enfocaments i recursos creatius.
A causa de l'existència de diversos gèneres de Live Cinema amb materials abstractes i figuratius, resulta impossible aproximar-s'hi des d'un sol enfocament per establir un únic significat a les performances. Això es deu al fet que aquestes poden ser enteses tant com una pintura en viu (live painting) com un muntatge audiovisual en viu (live montage).

## Diferència entre teatre d'ombra i Live Cinema
La datació de la imatge en moviment es remunta a l'origen dels temps, com es pot veure en les referències a les imatges de realitat que apareixen en el mite de la Caverna de Plató. En analitzar els orígens de la imatge en moviment i explorar els ancestres, referents i l'evolució del Live Cinema, es poden rastrejar les seves arrels primigènies en les pràctiques de Wayang kulit, un teatre d'ombres originari de l'Índia, on es representava el Ramayana mitjançant figures en un teatre d'ombres. Aquesta tradició va ser posteriorment exportada, interpretada i produïda a Indonèsia al voltant de l'any 930.